# Zale atritincta
Zale atritincta là một loài bướm đêm trong họ Erebidae.